# Герб комуни Уванокер
Герб комуни Уванокер (швед. Ovanåkers kommunvapen) — символ шведської адміністративно-територіальної одиниці місцевого самоврядування комуни Уванокер.

## Історія
Герб ландскомуни Уванокер мав зображення лебедя з короною на шиї. 
Після адміністративно-територіальної реформи, проведеної в Швеції на початку 1970-х років, муніципальні герби стали використовуватися лишень комунами. Цей герб був перебраний для нової комуни Уванокер.
Після приєднання 1977 року колишньої комуни Альфта у гербі було зроблено зміни. Новий герб комуни зареєстровано 1987 року.

## Опис (блазон)
У червоному полі над пониженою золотою хвилястою балкою пливе срібний лебідь зі золотим дзьобом, за ним ліворуч вгорі — золота відкрита корона.

## Зміст
Лебідь є представником місцевої фауни. Цей птах фігурував на печатках історичної парафії Уванокер у XVII столітті. Хвиляста балка символізує річки комуни.  